# FSP 그룹
FSP 그룹(FSP Group)은 중화민국의 PC용 파워 서플라이 제조 회사이다. FSP는 "포트론 소스 파워"(Fortron Source Power)의 약자이다.
FSP의 파워 서플라이 제품은 "포트론 소스"로 불린다. FSP는 예이트 룬 일렉트로닉스와 프로테크닉 일렉트로닉이 제조한 팬을 사용한다. FSP가 제조한 파워 서플라이는 안텍, 스파클 파워 인터내셔널(SPI), OCZ, 실버스톤 테크놀로지, 넥서스, 잘만 등이 그들의 이름을 달고 판매된다.
FSP 제품 브랜드:
- 에버레스트(Everest)
- 엡실론(Epsilon)
- 블루스톰(BlueStorm)
- 사가(Saga)

## 같이 보기
- 대만의 기업 목록